# 伊東祐堯
伊東 祐堯（いとう すけたか）は、室町時代の武将。日向伊東氏6代（伊東氏11代）当主。
伊東祐立の子とされるが、一説には祐立には祐武という子が別におり、祐武の子が祐堯とも言われる。

## 生涯
文安元年（1444年）、伊東祐立の死去により36歳で家督を継ぐ（『日向記』によると、祐立の家督を継ぐ筈であった祐家を、家督簒奪を目論んだ祐郡が殺害、この不義を家臣が認めず、祐郡を追放し祐堯を擁立したとある）。反抗的な一族の討伐に乗り出し、まず宮崎城の曽井氏を攻め滅ぼした。翌文安2年（1445年）以降も土持氏の同意を得て門川、穆佐、清武など各地の城主を次々と破り、傘下に収めていく。
日向国内に武威を示すと次に守護職を求めたが、土持氏の反発によって実現しなかった。そのため康正2年（1456年）に開戦に踏み切り、財部土持金綱を滅ぼして平野部から土持氏の勢力を駆逐する。こうして北は門川、南は紫波洲崎までを支配するようになり、国内外に伊東氏の存在感を強めた。
寛正2年（1461年）には再び京に使者を送り、室町幕府8代将軍足利義政から「日薩隅三ヶ国の輩は伊東の家人たるべし、但し島津、渋谷はこれを除く」という内容の御教書を得ている。ただし、これは伊東氏によって創作された偽文書である可能性が高いとされる。
島津氏とは友好的な関係にあり、寛正5年（1464年）には島津立久と鵜戸山で会見し和議を調えている。ところが文明2年（1480年）に島津氏が紫波洲崎城を攻めたことで、両家は再び敵対することになった。
文明17年（1485年）、島津氏の内紛に介入し、島津忠昌と対立した伊作家の島津久逸の求めに応じて飫肥城の新納忠続を攻撃するため子の祐国と共に出陣中に清武城で死去。享年77。
祐国、祐邑など男女合わせて25人の子に恵まれた。